# 박상봉
박상봉(朴相琫, 1958년 9월 4일 ~ )은 대한민국의 역사학자 겸 대학 교수이며 저술가이다.

## 이력
본관은 밀양(密陽)이고 독일(서독) 유학을 다녀오기도 한 그는 순수 반일반공(純粹 反日反共) 성향을 바탕과 함께 절대 극우 부정(絶對 極右 否定)과 절대 뉴 라이트 부정(絶對 new right 否定)을 주요 성향 요소로 하는 "대한민국의 바른 세계정치역사학 교육 문화 운동"을 주도한 그는 이미 지난날 한때 1990년대 중반에는 독일정치역사학(獨逸政治歷史學)과 한문학(漢文學)의 융합(融合)을 처음 시도하였었는데 지난날 그는 숭실대학교 겸임교수 겸 중앙대학교 겸임교수를 지냈고 또한 그는 지난날 한때 바른세계정치역사학을 위한 탈제도권 및 탈교과서주의 성향 대안 역사학 성향의 자유 통일 세계사 관련 역사학 저서를 집필하였으며 2016년 이후 이상로(李相魯), 유종현(柳宗鉉), 김병헌(金柄憲), 김기수(金基洙) 등을 비롯한 특정 모 대학 겸임교수들과 함께 비정치가 출신 객원 논평에 활발히 참여, 친중도주의 탈이념 성향 공정 보도 언론 스펙트럼 단체에서 논평 관련 강연을 하고 있다.

### 주요 경력
- 중앙대학교 겸임교수
- 숭실대학교 겸임교수
- 홍익대학교 겸임교수
- 한국교통대학교 겸임교수
- 국민대학교 겸임교수
- 한국방송통신대학교 겸임교수
- 세종대학교 겸임교수
- 통일부 예하 통일교육원 원장
- 민주평화통일자문회의 상임위원
- 미래한국 편집위원
- 대한민국 서울 독일통일정보연구소 CEO 소장 겸 대표연구위원

### 학력
- 서울고등학교 졸업(1977년)
- 연세대학교 독어독문학과 학사(1981년)
- 독일 베를린 자유대학교 경제경영학과 학사(1989년)
- 독일 베를린 자유대학교 경제경영대학원 경제경영학과 경영학 석사(1991년)
- 대한민국 강원도 춘천 강원대학교 대학원 사학과 인문과학 박사(1996년)

## 저서

### 저술
- 《독일 자유 통일의 중대성 비밀》(1994년)